# Amblyomma antillorum
Amblyomma antillorum är en fästingart som beskrevs av Glen M. Kohls 1969. Amblyomma antillorum ingår i släktet Amblyomma och familjen hårda fästingar. Inga underarter finns listade i Catalogue of Life.